# Gustav Fischer (équitation)
Pour les articles homonymes, voir Gustav Fischer.
Gustav Fischer, né le 8 novembre 1915 à Meisterschwanden et mort le 22 novembre 1990, est un cavalier suisse de dressage.

## Carrière
Gustav Fischer participe aux Jeux olympiques d'été de 1952 à Helsinki et se classe deuxième de l'épreuve de dressage par équipe sur le cheval Soliman ; il est aussi huitième de l'épreuve individuelle.
Aux Jeux olympiques d'été de 1956 à Stockholm sur sa monture Vasello, il est médaillé de bronze par équipe et dixième en dressage individuel.
Aux Jeux olympiques d'été de 1960 à Rome, il est vice-champion olympique de dressage avec Wald.
Aux Jeux olympiques d'été de 1964 à Tokyo, il est vice-champion olympique par équipe et quatrième en dressage individuel avec Wald. Toujours avec cette monture, il est médaillé de bronze par équipe et septième en dressage individuel aux Jeux olympiques d'été de 1968 à Mexico.